# Белая Колпь (усадьба)
Белая Колпь — усадьба, расположенная селе Белая Колпь Шаховской район Московской области.
Находится в 150 км от Москвы по Волоколамскому шоссе.

## История
Село Белая Колпь известно с XV века. В 1634 году село Андреевское Колпь продано боярину Василию Ивановичу Стрешневу. В 1658 году новым владельцем села стал князь С. Н. Шаховской. Родовое имение князей Шаховских, принадлежало им с 1658 по 1917 год. Двор вотчины имелся уже в 1691 году. Усадьба восходит к XVIII веку. Во второй половине XVIII века князь А. А. Шаховской принялся обустраивать имение заложив крупное осевое строение с регулярной планировкой парка. В начале XIX века усадьба заново отстроена его сыном князем М. А. Шаховским, им достроены часть строений в стиле классицизма, кирпичный двухэтажный дом управляющего который использовался как сыроварня, конюшни, каретник и псарню. На территории усадьбы находится Андреевская церковь построенная в 1807 году. До революции последним владельцем усадьбы был князь В. А. Шаховской. В 1919 году по решению Советского правительства из усадьбы в Румянцевский музей были перенесены картины, библиотека, предметы быта и семейные реликвии Шаховских. Деревянное здание усадьбы разобрали для постройки частных домов.
Сохранилось кирпичное здание церкви свидетельствующее о цельности и высоких достоинствах ансамбля, полуразрушенный дом управляющего, конюшня, каретник и часть лилового парка. Главное здание усадьбы сгорело в 1919 году. Здание было разобрано в годы революции. В советский период многие построения усадьбы, кирпичная ограда, хозяйственные постройки, планировки центра были утрачены.